# Stănuleasa (gmina Vitomirești)
Stănuleasa – wieś w Rumunii, w okręgu Aluta, w gminie Vitomirești. W 2011 roku liczyła 148 mieszkańców. 